# Charles West Churchman
Charles West Churchman (Filadélfia, Pensilvânia, 29 de agosto de 1913 — Bolinas, Califórnia, 21 de março de 2004) foi um filósofo e cientista de sistemas americano, professor da Universidade da Califórnia em Berkeley. Ele foi conhecido internacionalmente pelos trabalhos pioneiros nas áreas de pesquisa operacional, análise de sistemas e ética.
Escreveu o livro Introdução à Teoria dos Sistemas (The Systems Approach) em 1968, completado cientificamente pelo The Design of Inquiring Systems em 1971 expoendo as bases filosóficas da inteligência artificial, e o The Systems Approach and its Enemies em 1979. Ele foi um dos pioneiros a usar a abordagem sistêmica (proposta por Karl Ludwig von Bertalanffy) no ambiente de pesquisa científica e de negócios. Detalhes sobre a obra de Churchman, inclusive uma bibliografia e entrevista de duas horas feita em 1984 podem ser obtidos no Internet Archive.

## West Churchman Memorial Prize
O West Churchman Memorial Prize foi concedido em 2014, durante o 10º congresso brasileiro de sistemas, realizado pelo CORS - USP, após uma seleção realizada por um comitê editorial da área de sistemas, composto por pesquisadores de diversos países. O objetivo do mesmo foi prestar um reconhecimento a um trabalho de pesquisa sistêmica de destaque, desenvolvido dentro dos mais altos padrões éticos e metodológicos, conforme preconizava Charles West Churchman.

Os laureados pelo West Churchman Memorial Prize foram Leonardo Augusto Amaral Terra, Carla Aparecida Arena Ventura, Mirna de Lima Medeiros e João Luiz Passador,  pelo trabalho "Strategies for the Distribution of Power in Brazil: A Proposal from the Perspective of the Viable System Model (VSM)".